# Dominik Balkow

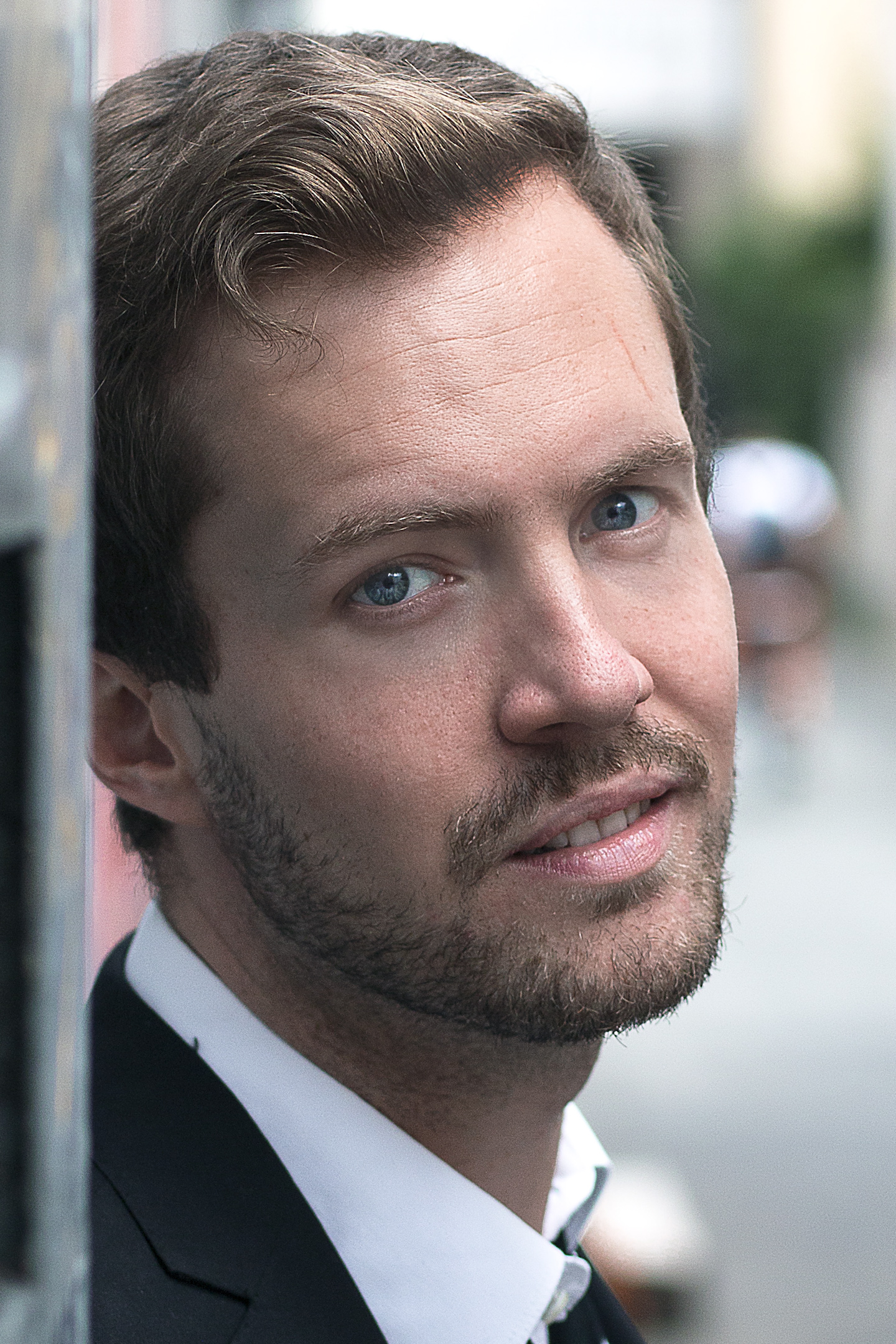
Dominik Balkow (2017)

Dominik Balkow (* 7. September 1988 in West-Berlin) ist ein deutscher Musikvideo- und Film-Regisseur.

## Karriere

### Die Anfänge (2009 – 2014)
Nach abgeschlossenem Abitur (2009) begann Dominik Balkow seine Regie-Karriere mit ersten kleinen Musikvideo-Aufträgen für Nina Hagen und andere Künstler.
2012 schloss er sein Studium in „Filmregie“ mit dem Kurzfilm Seebestattung (Regie & Drehbuch) ab.
Im selben Jahr inszenierte er vier Musikvideos für den Rapper Kontra K sowie Videos für Musiker wie die Rockband Haudegen, die Rapperin Bahar oder Liedermacher Christian Haase.
2013 folgte sein erstes internationales Musikvideo „Toast to Freedom“ in Kooperation mit Amnesty International. Das Lied war eine Zusammenarbeit der Punkbands Anti-Flag mit den Donots und mit Mitgliedern von Billy Talent und den Beatsteaks.
Noch im selben Jahr lernte Balkow den Rockmusiker Remo kennen und begann, als Regisseur und Editor an dem Musikvideo-Film Himmel im Kopf – Remo: Der Film zu arbeiten. Der in Berlin, Brandenburg und Los Angeles gedrehte Film erschien im August 2014 über Universal Music deutschlandweit im Handel. Die DVD wurde zwei Monate lang intensiv auf diversen Fernsehsendern der RTL-Gruppe, mit einem ebenfalls von Balkow inszenierten Werbespot, beworben.
Seit 2014 ist Balkow Mitglied im Bundesverband Regie (BVR).

### 2015 – 2020
2015 realisierte Balkow in Florida seinen zweiten Kurzfilm Living an American Dream. Einige Monate später entstand in enger Zusammenarbeit mit Jeanette Biedermann ein Musikvideo zum Titel „Ein Geschenk“ für ihre Band Ewig.
Im Jahr 2016 folgte unter anderem ein Musikvideo für die Band Elaiza. In dem Musikvideo zur Single „Hurricane“, basierend auf der Kindheit von Frontfrau Ela, wird auf das Tabuthema häusliche Gewalt aufmerksam gemacht.
2017 und 2018 realisierte er mehrere Konzertfilme und TV-Spots für The Dark Tenor und Unheilig. Er hat in der Zeit ebenfalls den US-Dokumentarfilm Too Macabre über die Entstehungsgeschichte des 30 Jahre alten Kultfilms Elvira, Mistress of the Dark geschnitten und die Postproduktion überwacht.
Seit 2019 arbeitet Balkow zusätzlich als Schauspielcoach und freier Regie-Dozent an verschiedenen Film- und Medienschulen.

### Aktuell (seit 2021)
2021 drehte Balkow seinen dritten Kurzfilm O und seinen Spielfilmdebüt Aphasie. Neben der Regie hat er bei beiden Filmen das Drehbuch geschrieben und war als Editor für den Schnitt zuständig. O feierte seine Weltpremiere im April 2022 auf dem Hard:Line Festival in Regensburg, wo er direkt die "Besondere Nennung der Méliès Jury" gewann. Aphasie feiert seine Weltpremiere bei den 56. internationalen Hofer Filmtagen im Oktober 2022. 

## Filmografie

### Filme
- 2012: Seebestattung (Kurzfilm)
- 2013: Exitus (Kurzfilm); Co-Regie (in diversen Szenen[12])
- 2014: Himmel im Kopf – Remo: Der Film (Musikvideo-Film, DVD)
- 2016: Living an American Dream (Kurzfilm)
- 2022: O (Kurzfilm)[13]
- 2022: Aphasie (Spielfilmdebüt)

### Musikvideos (Auswahl)
- 2009: Nina Hagen – No God But God
- 2010: First Aid For Michael – Need First Aid
- 2011: Heiss & Eis – Mein Ex
- 2011: Daniel Morgenroth – Halt dein Maul und halt mich fest
- 2012: Bahar – Erzähl mir nicht (2012 Remix)
- 2012: Christian Haase – Leben zum fressen gern
- 2012: Fatal und Rico feat. Kontra K – Ein auf den!
- 2012: Kontra K – Alles Anders
- 2012: Kontra K – Tick Tack
- 2012: Kontra K feat. Rico – Zu kurz
- 2013: Anti-Flag feat. Donots & members of Billy Talent & Beatsteaks – Toast To Freedom
- 2013: Christian Haase – Alles was gut ist
- 2013: Remo – Bleib cool
- 2014: Bahar – Antigen
- 2014: Remo – Himmel im Kopf
- 2014: Remo – Zuhause
- 2015: Remo – Das bleibt für immer
- 2015: Christian Haase – Überleben
- 2015: Ewig (mit Jeanette Biedermann) – Ein Geschenk
- 2016: Markus Siebert – Rette Mich (Rescue Me)
- 2016: Elaiza – Hurricane
- 2017: The Dark Tenor – Live at Alte Oper Erfurt (Konzertfilm, DVD)
- 2018: Unheilig & The Dark Tenor – Auf Zeitreise (Konzertfilm, DVD)
- 2018: The Dark Tenor feat. Yiruma – Written In The Scars
- 2018: The Dark Tenor – I Miss You (Live from Berlin)
- 2019: Seemannstocher – Sahara (Originalversion und Stereoact Remix)
- 2019: The Dark Tenor – Alive (Konzertfilm, DVD)
- 2020: Die Seilschaft – Live in Berlin! – mit den Songs von Gundermann (Konzertfilm, DVD)
- 2020: down&out feat. Jennifer Waves – Falling Rain
- 2021: down&out feat. Jennifer Waves – The Hole
- 2022: down&out – Cornflakes

### Auszeichnungen / Preise (Auswahl)
- 2012: „Besondere Nennung der Jury“ für Seebestattung beim Corti a Ponte Film Festival (Italien)[14]
- 2013: „Prädikat wertvoll“ der Deutschen Film- und Medienbewertung (FBW) für Exitus[15]
- 2016: „Award of Recognition“ für Living an American Dream in der Kategorie „Bester Film über Frauen“ beim International Open Film Festival (IOFF)[16]
- 2022: "Besondere Nennung der Méliès Jury" für O beim Hard:Line Festival (Regensburg)
- 2022: "Prädikat wertvoll" der Deutschen Film- und Medienbewertung (FBW) für O[17]
- 2022: "Publikumspreis" für O beim Cryptshow Film Festival (Spanien)
- 2022: "Best Twisted Tales" für O beim Cardiff Mini Film Festival (UK)[18]
- 2022: "Bester Kurzfilm" für O beim Fright Nights Film Festival (Österreich)[19]